# O'Kane Canyon
O'Kane Canyon är en dal i Antarktis. Den ligger i Östantarktis. Nya Zeeland gör anspråk på området.